# فؤاد أفرام البستاني
فؤاد أفرام البستاني (1904-1994)، أديب، مؤرخ، أكاديمي وسياسي لبناني يعتبر من أكبر المثقفين المعاصرين في لبنان وأحد أهم نقاد الأدب العربي. أسهم في إنشاء الجامعة اللبنانية سنة 1951 وكان أول رئيس لها، كما درس الأدب العربي لسنوات طويلة في جامعة القديس يوسف. انضم سنة 1976 إلى الجبهة اللبنانية إحدى أهم طرفي النزاع في بداية الحرب الأهلية اللبنانية، وكان مع الدكتور شارل مالك أحد أهم منظريه. كان من أبرز المنادين بإقامة نظام فيدرالي في لبنان في إطار التعددية الحضارية. توفي في فبراير 1994 إثر أزمة قلبية أدخلته في غيبوبة لمدّة أربعة أسابيع.

## نبذة
ولد فؤاد افرام البستاني في دير القمر بلبنان عام 1904. تعلم في مدرسة راهبات مار يوسف الظهور الواقعة بدير القمر ومعهد الإخوة المريميين في دير القمر أيضاَ والتحق بعد ذلك كلية الحقوق في الجامعة اليسوعية ببيروت. بدأ حياته مدرساً ثم صحفياً ثم أستاذاً جامعياً. عمل محرراً في جريدة البشير ومجلتي المكشوف والرعية. أسهم في إنشاء معهد الآداب الشرقية في الجامعة اليسوعية ببيروت، كما أسهم في إنشاء الجامعة اللبنانية التي تولى رئاستها الأولى.
أسس «منشورات الجامعة اللبنانية» التي أصدرت مجموعة كبيرة من المؤلفات. انتخب أمين سر عام اللجنة الوطنية للإونيسكو وأميناً عاماً للجنة اللبنانية لترجمة الروائع الكلاسيكية، وأصبح عضواً في الرابطة الأدبية عند تأسيسها عام 1928. كان عضواً في جمعية أهل القلم وأول رئيس لها (1951). وأصبح عضواً في الأكاديمية الدولية للعلوم السياسية ومركزها جنيف، وعضواً في جمعية المستشرقين الألمان.
تولى مع زميله الدكتور أسد رستم بتكليف من وزراة التربية اللبنانية وضع «تاريخ لبنان الموجز» الذي أصبح التاريخ المدرسي الرسمي.
علّم البستاني الآداب العربية والتاريخ والفلسفة الإسلامية في جامعة القديس يوسف ومدرسة الآداب العليا والأكاديمية اللبنانية للفنون الجميلة والجامعة اللبنانية. واستمر طيلة هذا الوقت، وحتى وفاته، في تحرير موسوعة «دائرة المعارف».

## أعماله
كان البستاني قد انكب منذ 1927 وحتى 1982 على إصدار «الروائع» وهي أبحاث في الأدب العربي الكلاسيكي والحديث مع مختارات ظهر منها 57 جزءاً.
و من مؤلفاته:
| - على عهد الأمير. - أحاديث الشهور. - الكتاب الأبيض اللبناني. - تاريخ التعليم في لبنان قبل مائة سنة - لماذا؟ رواية لبنانية تاريخية. - دائرة المعارف. - عمر فاخوري الناقد البناء - لبنان في عهد الأمراء الشهابيين (بالاشتراك مع أسد رستم) 1933- 1935. - الأدب العربي في آثار أعلامه 1934، | - المتنبي والشعر الصافي 1936، - حلب عاصمة الأدب الحمداني 1937، - دور النصارى في إقرار الدولة الأموية 1938، - أبو العلاء المعري: رسالة الغفران 1942، - خمسة أيام في ربوع الشام 1950، - مذكرات رستم باز 1955، - فخر الدين 1981، - مع جبران خليل جبران 1983، - كاهن الله 1987. |

## وصلات خارجية
- فؤاد أفرام البستاني على موقع أرشيف الشارخ.
- مقال في جريدة الرياض السعودية بمناسبة تكريمه سنة 2004.